# سسای تایگن
سسای تایگن (به ژاپنی: 太原 雪斎 たいげん せっさい) مرگ در ۱۵۵۷ میلادی، یک راهب بزرگ و یامابوشی بود. او عموی ایماگاوا یوشیموتو (رهبر خاندان ایماگاوا) بود و به او به عنوان یک مشاور نظامی و فرمانده نیروهای ایماگاوا کمک می‌کرد.
سسای برادرزاده‌اش را در تحکیم سرزمین ایماگاوا کمک کرد و با چند مانور سیاسی مؤثر توسط بر خاندان ماتسودایرا نفوذ و تسلط به دست آورد. او در سال ۱۵۴۸ توانست توکوگاوا ایه‌یاسو (یک عضو از خانواده ماتسودایرا) را به عنوان گروگان در اختیار خود بگیرد. با این حال، خاندان ایماگاوا به زودی به جنگ با خاندان اودا درآمد، و در سال (۱۵۴۲) در نبرد آزوکیزاکا با شکست مواجه شد. بعد از این، سسای از فرماندهی ارتش کناره‌گیری کرد.
او در سال ۱۵۵۷ میلادی بر اثر بیماری نقرس درگذشت.